# Верхнесаксонский диалект
Верхнесаксо́нский диале́кт (нем. Obersächsisch) — один из диалектов восточного наречия средненемецких диалектов немецкого языка. Лингвисты включают его в тюрингско-верхнесаксонскую диалектную группу (преимущественно как Meißenisch по городу Майсен, то есть «ма́йсенский диалект») восточносредненемецких диалектов. Распространён в Восточной Германии (земля Саксония и отчасти Саксония-Ангальт). Является основой немецкого литературного языка.
Употребление верхнесаксонского имеет не очень широкое хождение. Его основные сферы применения — это немецкие кабареты и комические сценки. В данном случае он используется, прежде всего, для того, чтобы представить типично ГДР-овского жителя или провести разграничение между прусскими и курфюршескими саксонскими представителями. Использование диалекта в театре или на телевидении чаще всего искажено вследствие имитации верхнесаксонского носителями других диалектов.